# 872-й штурмовой авиационный полк
872-й штурмовой авиационный ордена Александра Невского полк — авиационная воинская часть ВВС РККА штурмовой авиации в Великой Отечественной войне.

## Наименование полка
В различные годы своего существования полк имел наименования:
- 872-й штурмовой авиационный полк[1];
- 872-й штурмовой авиационный ордена Александра Невского полк[1];
- Войсковая часть (Полевая почта) 42180.

## История и боевой путь полка
Полк начал формирование в мае 1942 года в составе 1-й запасной авиабригады ВВС Приволжского военного округа. 24 июня 1942 года полк прибыл на Брянский фронт в составе 19 самолётов Ил-2 и 24 июня 1942 года вошел в состав 225-й штурмовой авиадивизии на аэродроме Бабарыкино. С 28 июня 1942 года полк, перебазировавшись на аэродром Телегино, в составе 225-й штурмовой авиадивизии 2-й воздушной армии Брянского фронта приступил к боевым действиям против настцпающего противника.
Полк имел молодой летный состав и был слабо подготовленным к ведению боевых действий. Полк в составе дивизии действовал в полосе 13-й и 40-й армий по наступающим танкам, мотомеханизированным колоннам и автомашинам на дорогах в районе Захаровка, Волово, Ледовское, Мелехово, Васильевка. За этот период дивизия выполнила 140 боевых вылетов, уничтожила до 1350 солдат и офицеров противника, 95 танков, 1 бронемашина, 257 автомашин с грузами и войсками, 1 склад и 1 самолёт. Свои потери составили 28 самолётов и 8 летчиков. Причиной больших потерь явилось наряду с прочими также отсутствие истребительного прикрытия. Так, 1 июля 1942 года, при вылете на задание из 18 экипажей возвратилось только 9, а 2 июля из 6 только 3.
Согласно устному распоряжению командующего 2-й воздушной армии 7 июля 1942 года четыре полка дивизии, в том числе и 872-й штурмовой авиационный полк, переданы в 227-ю штурмовую авиадивизию, а 225-я штурмовая авиационная дивизия вошла в подчинение командующего 1-й истребительной авиационной армией.
Продолжая вести боевые действия в Воронежско-Ворошиловградской операцииЮ полк полностью потерял боеспособность и 11 июля убыл на доукомплектование в 1-ю запасную авиабригаду в 5-й запасной авиаполк в Черкасы.
С 27 августа 1942 года полк вошел в состав 281-й штурмовой авиадивизии прибыв на аэродром Хвойная. В период с 13 по 17 ноября 1942 года полк в составе дивизии действовал в интересах 59-й армии, проводившей наступательную операцию по улучшению своего положения на западном берегу реки Волхов. С 12 января 1943 года полк участвует в прорыве блокады Ленинграда. С 18 марта по 3 апреля 1943 года полк содействовал наступлению 8-й армии. В Мгинской наступательной операции полк содействовал частям 8-й армии. С 15 по 25 сентября 1943 года дивизия боевых действий не вела. Со 2 сентября полк начал боевые действия способом «свободная охота». С 16 октября управление дивизии перебазировалось в Любцы, а полк — с аэродрома Городно на аэродром Ветренка, а 18 октября с аэродрома Ветренка на аэродром Жерновка.
В дальнейшем полк в составе дивизии участвовал в Новгородско-Лужской, Ленинградско-Новгородской, Свирско-Петразаводской, Нарвской, Прибалтийской наступательной и Моонзундской десантной операциях.
В конце декабря 1944 года полк в составе дивизии перебазировался на аэродром Куусику. Особенно полки дивизии отличились в боях на Карельском перешейке, под Ленинградом и в Эстонии, где дивизии приходилось действовать в сложной наземной и воздушной обстановке, при активном противодействии авиации противника. Полки дивизии участвовали в освобождении городов Виипури, Нарва, Новгород, Таллин. Полку за отличие в боях и за образцовое выполнение заданий командования в боях немецкими захватчиками, проявленные при этом доблесть и мужество Указом Президиума Верховного Совета СССР награждён орденом «Александра Невского».
В составе действующей армии полк находился с 24 июня по 11 июля 1942 года и с 24 августа 1942 года по 9 мая 1945 года.
После войны полк входил в состав 281-й штурмовой авиадивизии 13-й воздушной армии Ленинградского военного округа, с августа 1945 года базировался на аэродроме Лембите (Тарту, Эстонская ССР). В соответствии с Постановлениями Совета Министров СССР от 27 апреля 1946 года и на основании приказа Министра Вооружённых сил от 10 июня 1946 года 281-я штурмовая авиационная Новгородская Краснознамённая дивизия передана в состав вновь образованных Воздушно-десантных войск и получила наименование 281-я транспортная авиационная Новгородская Краснознамённая дивизия. 872-й штурмовой авиационный ордена Александра Невского полк был расформирован 27 апреля 1946 года на аэродроме Тарту в составе 281-й штурмовой авиационной Новгородской Краснознамённой дивизии.

## Командиры полка
- майор, подполковник Кузнецов Николай Терентьевич[3], 06.42 — 22.02.45	Погиб
- майор	Исензон	Харитон Ефимович, 02.45 — 27.04.1946

## В составе соединений и объединений

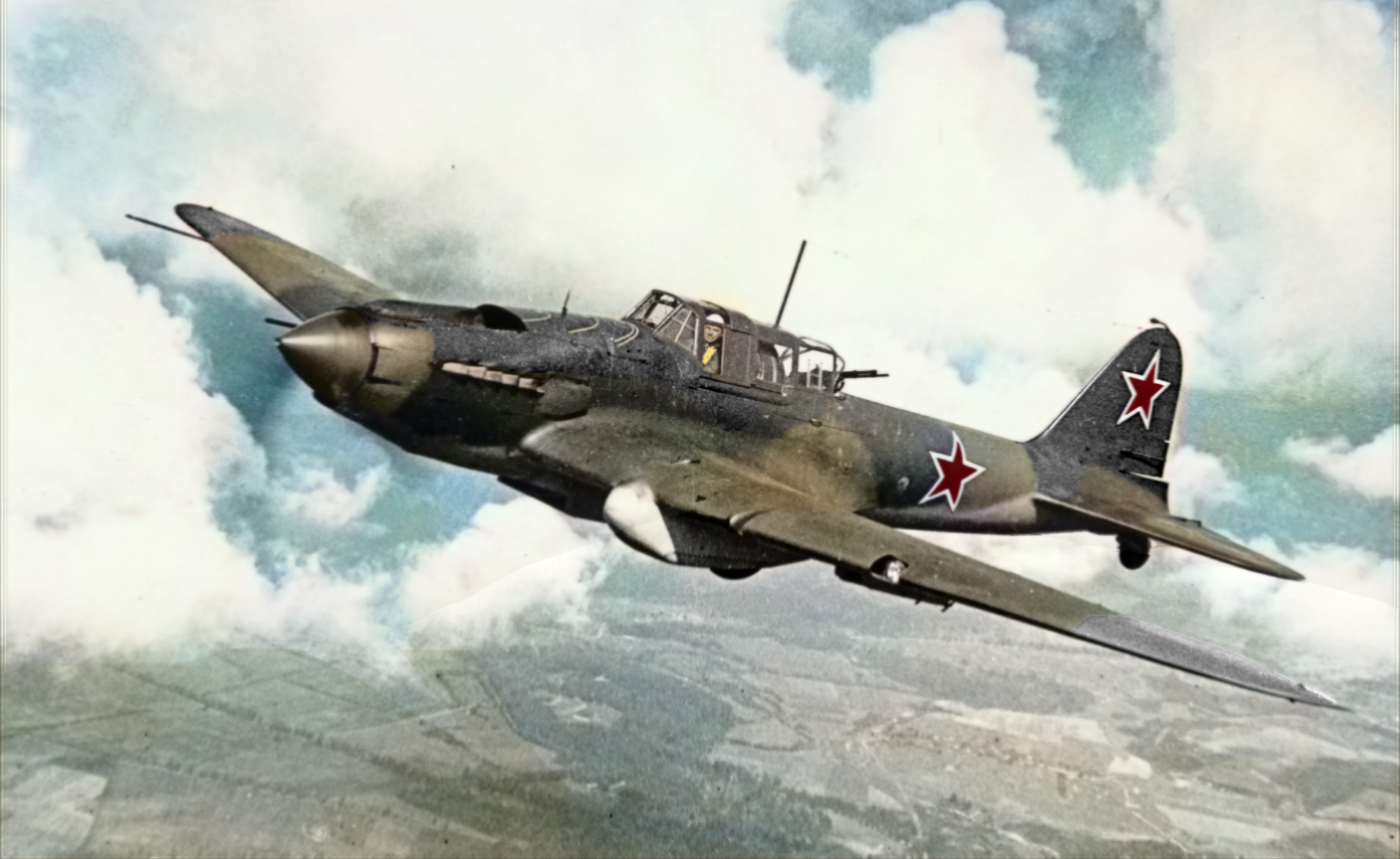
На вооружение полка самолёт Ил-2 поступил в мае 1942 года, после переформирования полка в штурмовой.

| Дата          | Фронт (округ)               | Армия                            | Дивизия                                                        | Примечание |
| ------------- | --------------------------- | -------------------------------- | -------------------------------------------------------------- | ---------- |
| 05.1942 г.    | Приволжский военный округ   | ВВС Приволжского военного округа | 1-я запасная авиационная бригада                               |            |
| 24.06.1942 г. | Брянский фронт              | 2-я воздушная армия              | 225-я штурмовая авиационная дивизия                            |            |
| 07.07.1942 г. | Брянский фронт              | 2-я воздушная армия              | 225-я штурмовая авиационная дивизия                            |            |
| 09.07.1942 г. | Воронежский фронт           | 2-я воздушная армия              | 225-я штурмовая авиационная дивизия                            |            |
| 11.07.1942 г. | Приволжский военный округ   | ВВС Приволжского военного округа | 1-я запасная авиационная бригада 5-й запасной авиационный полк |            |
| 27.08.1942 г. | Волховский фронт            | 14-я воздушная армия             | 281-я штурмовая авиационная дивизия                            |            |
| 15.02.1944 г. | Ленинградский фронт         | 14-я воздушная армия             | 281-я штурмовая авиационная дивизия                            |            |
| 26.02.1944 г. | Ленинградский фронт         | 13-я воздушная армия             | 281-я штурмовая авиационная дивизия                            |            |
| 24.04.1944 г. | 3-й Прибалтийский фронт     | 14-я воздушная армия             | 281-я штурмовая авиационная дивизия                            |            |
| 01.06.1944 г. | Ленинградский фронт         | 13-я воздушная армия             | 281-я штурмовая авиационная дивизия                            |            |
| 09.05.1945 г. | Ленинградский фронт         | 13-я воздушная армия             | 281-я штурмовая авиационная дивизия                            |            |
| 24.07.1945 г. | Ленинградский военный округ | 13-я воздушная армия             | 281-я штурмовая авиационная дивизия                            |            |

## Участие в операциях и битвах
- Воронежско-Ворошиловградская операция — с 28 июня 1942 года по 11 июля 1942 года.
- Битва за Ленинград:
  - Синявинская операция — с 19 августа 1942 года по 1 октября 1942 года.
  - Прорыв блокады Ленинграда — с 12 января 1943 года по 30 января 1943 года.
  - Мгинская наступательная операция — с 22 июля 1943 года по 22 августа 1943 года.
- Ленинградско-Новгородская стратегическая наступательная операция:
  - Новгородско-Лужская наступательная операция — с 14 января 1944 года по 15 февраля 1944 года.
  - Ленинградско-Новгородская операция — с 14 января 1944 года по 23 февраля 1944 года.
- Псковская наступательная операция — с 9 марта 1944 года по 15 апреля 1944 года.
- Выборгско-Петрозаводская операция:
  - Свирско-Петрозаводская операция — с 21 июня по 9 августа 1944 года.
- Нарвская операция — с 24 июля 1944 года по 30 июля 1944 года.
- Прибалтийская операция — с 14 сентября 1944 года по 24 ноября 1944 года.
  - Таллинская операция — с 17 сентября 1944 года по 26 сентября 1944 года.
  - Моонзундская операция — с 27 сентября 1944 года по 24 ноября 1944 года.

## Награды
872-й штурмовой авиационный полк за успешное выполнение заданий командования в боях с немецкими захватчиками, за овладение столицей Эстонской ССР городом Таллин и проявленные при этом доблесть и мужество Указом Президиума Верховного Совета СССР от 22 октября 1944 г. награждён орденом Александра Невского.

## Благодарности Верховного Главнокомандующего
Воинам полка в составе 281-й штурмовой дивизии объявлены благодарности Верховного Главнокомандующего:
- За отличия в боях при прорыве обороны противника на Карельском перешейке севернее города Ленинград и овладение городом и крупной железнодорожной станцией Териоки, важным опорным пунктом обороны противника Яппиля и занятии свыше 80 других населенных пунктов[8].
- За прорыв линии Маннергейма, преодоление сопротивления противника на внешнем и внутреннем обводах Выборгского укрепленного района и овладение штурмом городом и крепостью Выборг[9].
- За отличие в боях при овладении штурмом городом и крепостью Нарва — важным укрепленным районом обороны немцев, прикрывающим пути в Эстонию[10].

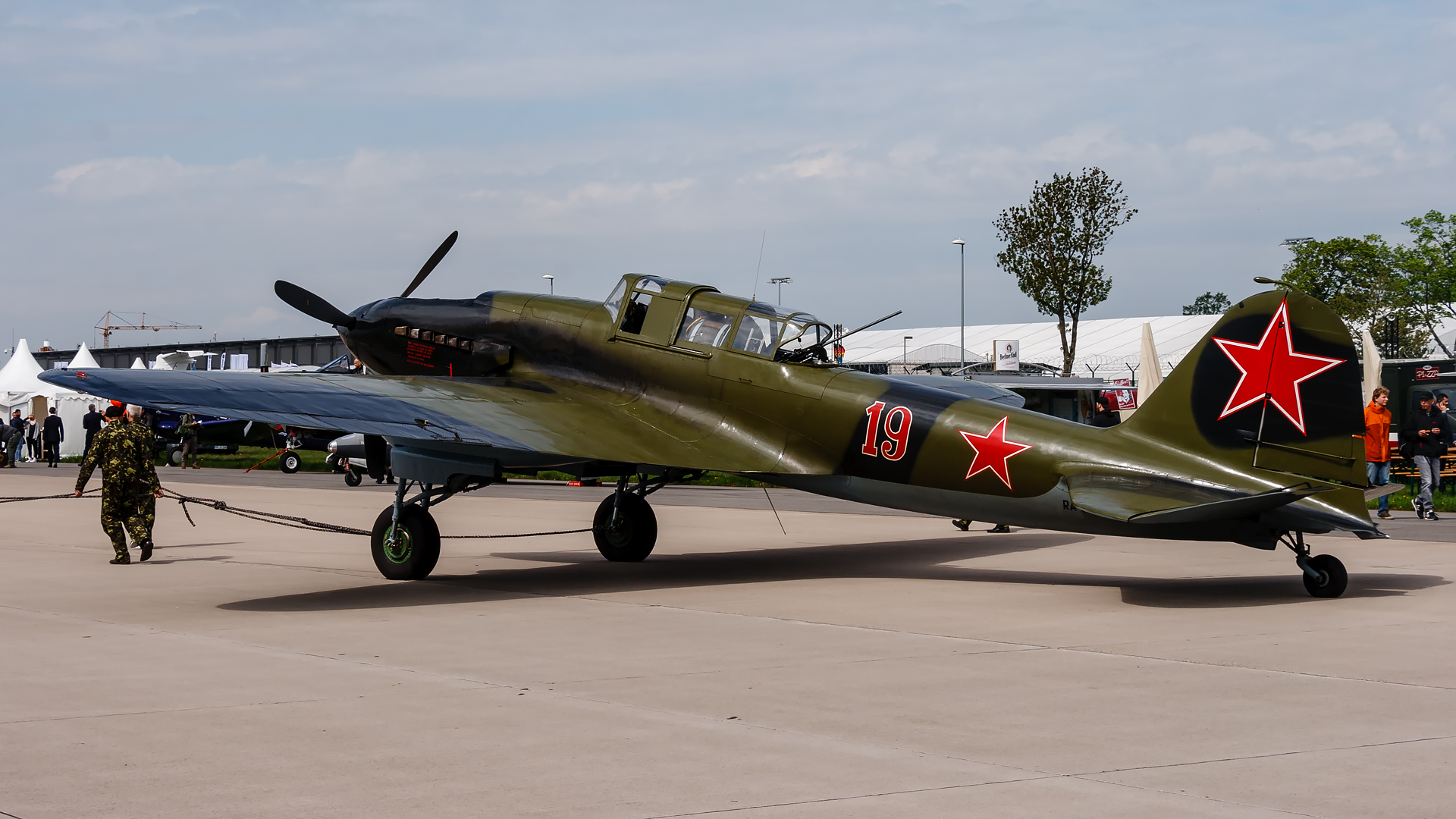
Конструкторы называли разработанный ими штурмовик Ил-2 «летающим танком», пилоты-истребители люфтваффе прозвали его «бетонным самолётом» (нем. Betonflugzeug), солдаты вермахта называли его «чумой» (нем. Schwarzer Tod, дословно: «чёрная смерть»).

- За отличие в боях при прорыве сильно укрепленной обороны противника севернее города Тарту, освобождении более 1500 населенных пунктов[11].
- За отличие в боях при овладении столицей Эстонской ССР городом Таллин (Ревель) — важной военно-морской базой и крупным портом на Балтийском море[12].
- За отличие в боях при овладении городом Пярну (Пернов) — важным портом в Рижском заливе[13].
- За отличие в боях при овладении островом Сааремаа (Эзель), превращенного немцами в опорный пункт, прикрывающий подступы к Рижскому заливу, и полном освобождении территории Советской Эстонии от немецких захватчиков[14].

## Отличившиеся воины
- Титович Владимир Васильевич, лейтенант, командир звена 872-го штурмового авиационного полка 281-й штурмовой авиационной дивизии 13-й воздушной армии Указом Президиума Верховного Совета СССР от 23 февраля 1945 года удостоен звания Герой Советского Союза. Золотая Звезда № 5937.
- Томаров Василий Александрович, лейтенант, командир звена 872-го штурмового авиационного полка 281-й штурмовой авиационной дивизии 13-й воздушной армии Указом Президиума Верховного Совета СССР от 23 февраля 1945 года удостоен звания Герой Советского Союза. Золотая Звезда № 5356.
- Ульяновский Георгий Георгиевич, капитан, командир эскадрильи 872-го штурмового авиационного полка 281-й штурмовой авиационной дивизии 14-й воздушной армии Указом Президиума Верховного Совета СССР от 13 апреля 1944 года удостоен звания Герой Советского Союза. Золотая Звезда № 3593.
- Федяков Сергей Михайлович, старший лейтенант, заместитель командира эскадрильи 872-го штурмового авиационного полка 281-й штурмовой авиационной дивизии 13-й воздушной армии Указом Президиума Верховного Совета СССР от 19 августа 1944 года удостоен звания Герой Советского Союза. Золотая Звезда № 4477.

## Воины полка, совершившие огненный таран
Огненный таран совершили:
- 27 июня 1943 года экипаж в составе: командир экипажа лётчик полка младший лейтенант Максимов Гурий Николаевич и воздушный стрелок полка сержант Чупров Василий Николаевич в районе деревни Бородулино совершили огненный таран, направив свой самолёт в склад боеприпасов. 27 июня 1943 года награждены: младший лейтенант Максимов орденом Красного Знамени, сержант Чупров орденом Красной Звезды.

## Базирование полка
| Период               | Место базирования              |
| -------------------- | ------------------------------ |
| 08.1945 — 27.04.1946 | Лембите (Тарту), Эстонская ССР |